# Köttingen (Ruppichteroth)
Köttingen ist ein Ortsteil von Ruppichteroth im Rhein-Sieg-Kreis. 

## Geographie
Der Weiler liegt im Nordosten des Ortes auf den Hängen des Bergischen Landes. Umliegende Ortschaften sind Schmitzhöfgen im Norden, Oeleroth im Osten und Ruppichteroth im Westen.

## Geschichte
1644 gab es in Köttingen einen freien adeligen Hof im Besitz von. W. Scheiffart von Merode. Dieser hatte im Bedarfsfall zwei Pferde zu stellen und musste ein Fuder Hafer liefern.
1666 lebte laut der damaligen Huldigungsliste in Köttingen nur der Halfe.
1809 hatte der Ort 27 katholische Einwohner.
1910 waren für Köttingen die Haushalte Rentner Karl Heckmann, Schuster Peter Müller, Ackerin Witwe Johann Karl Müller und Ackerin Witwe Karl Seuthe verzeichnet.